# Haworthova projekce

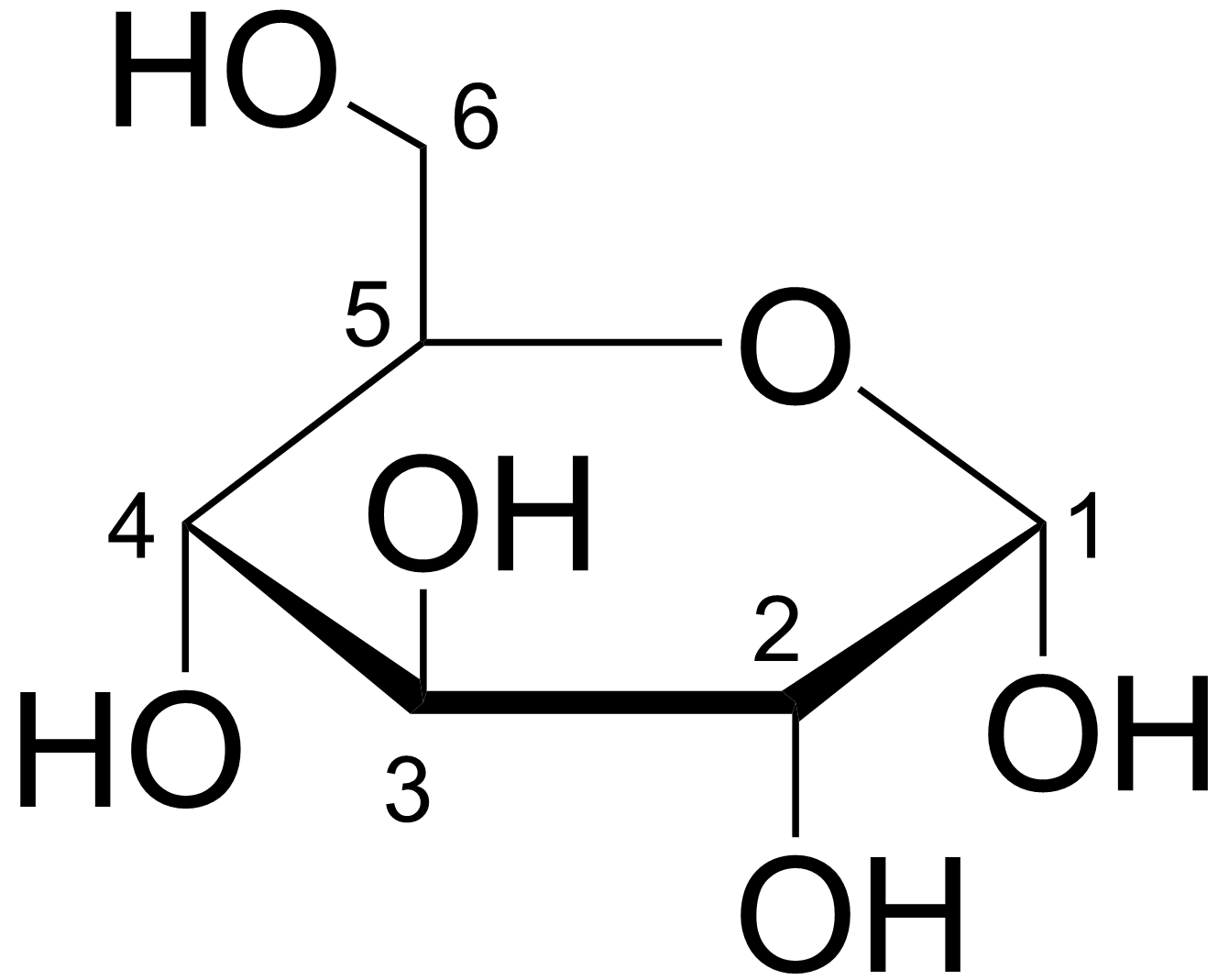
Haworthova projekce α-D-glukopyranózy

Haworthova projekce je nejběžnější způsob zobrazení strukturálního řetězce monosacharidů. Využívá jednoduché trojrozměrné perspektivy. Haworthova projekce byla pojmenována po Walteru Haworthovi.
Tento typ projekce vykazuje následující charakteristické znaky:
- uhlík je základním typem atomu. V příkladě umístěném vpravo jsou všechny očíslované atomy atomy uhlíku. Podle uhlíku č. 1 se určuje, o jaký anomer se jedná.
- vodíkové atomy upevněné na atomech uhlíku není zvykem explicitně zapisovat. V tomto případě mají atomy uhlíku 1-6 "své" atomy vodíku, které na obrázku nejsou zachyceny.
- Tlustší čára naznačuje atomy umístěné blíže k pozorovateli. Na obrázku jsou atomy 2 a 3 (a jejich OH skupiny) k pozorovateli nejblíže, atomy 1 a 4 o něco dále, ostatní atomy (5, 6, atd.) nejdále.